# Aureliana
Aureliana  es un género de plantas con flores en la familia de las Solanaceae. 
Son subarbustos, de hojas alternas, fascículos pauciflores, axilares. Corola de prefloración valvar blanca o lilácea, 5-estambres iguales; frutos bayas pequeñas, esféricas

## Especies
- Aureliana angustifolia R.C.Almeida
- Aureliana brasiliana (Hunz.) Barboza & Hunz
- Aureliana fasciculata (Vell.) Sendtn.
- Aureliana glomuliflora Sendtn.
- Aureliana lucida Sendt.
- Aureliana tomentosa Sendtn.
- Aureliana velutina Sendtn.
- Aureliana wettsteiniana (Witas.) Hunz. & Barboza